# José Juan Cardona
José Juan Cardona (San Rafael de Sa Creu, 15 de julio de 1960) es un abogado y político español del Partido Popular (PP), que ocupó el puesto de consejero de Comercio, Industria y Energía del Gobierno de Baleares en 2003-2007, en el gobierno presidido por Jaume Matas. 
Fue acusado y condenado a dieciséis años de cárcel por liderar una trama corrupta que desvió más de ocho millones de euros de fondos públicos, en el seno de la Operación Scala.

## Carrera política
Cardona estudió la licenciatura de Derecho en la Universidad de Barcelona y realizó una ampliación de estudios sobre Derecho Urbanístico en 1992-93 en la Universidad de las Islas Baleares (UIB). Ingresó en el Partido Popular llegando a ser presidente de esta formación en las islas Pitiusas (Ibiza y Formentera) desde 1997 hasta diciembre de 2007. 
Entre 1991 y 1993 ejerció como concejal y teniente de alcalde de Obras Públicas, Urbanismo y Agua del Ayuntamiento de San Antonio Abad. Después de las Elecciones Generales españolas de 1993 fue elegido senador por el conjunto de las islas Pitiusas y portavoz de su grupo en el Senado sobre cuestiones de turismo, costas y puertos.
En 1996 fue nombrado consejero de Agricultura, Comercio e Industria del Gobierno Balear, cargo que ejerció hasta 1999. En 2003, tras la victoria de Jaume Matas (PP) fue nombrado consejero de Comercio, Industria y Energía, cargo que mantuvo hasta el año 2007.
Cardona es miembro de la Junta directiva estatal y del Comité regional de PP además de ser el presidente del partido en Ibiza y Formentera. Fue elegido diputado al Parlamento balear en las elecciones de mayo de 2007, siendo expulsado de su grupo parlamentario en mayo de 2010, tras su negativa a renunciar al acta, una vez conocida su imputación en el caso Scala. Finalmente abandona su escaño en junio de 2010.
A pesar de su imputación en el caso Formentera por delito electoral, malversación y falsedad, fue nombrado consejero de Comercio, Industria y EnergíA del Gobierno de Islas Baleares por el presidente Jaume Matas, ocupando este cargo en el periodo 2003-2007.

## Operación Scala
En septiembre de 2008 fueron detenidas doce personas, en el marco de la Operación Scala, relacionadas con el gobierno balear en la etapa de Matas, entre ellos el ex director general de Promoción Industrial, Kurt Joseph Viaene, además de empresarios del ámbito de la publicidad, por malversación de caudales públicos, con diversos registros en Palma de Mallorca, Binisalem y Calviá. El jefe de esta trama, Josep Joan Cardona, ocupó el cargo de Consejero de Comercio e Industria de Baleares en 2003-2007, y fue condenado a dieciséis años de cárcel por el saqueo de 8,27 millones de euros, ingresando en la cárcel el 30 de julio de 2013. 
En el jardín de la vivienda de la exgerente del Consorcio para el Desarrollo Económico de las Islas Baleares (CDEIB), Antònia Ordinas, se encontraron enterrados 240.000 euros que la policía atribuyó a ingresos por sobornos.
Se adjudicaban trabajos de forma directa a ciertas empresas a cambio de comisiones del 40% que se repartían entre el propio Cardona, el director general de Promoción Industrial, Kurt Viaene y la gerente del CDEIB, Antonia Ordinas.
Cardona fue considerado autor de los delitos de asociación ilícita, malversación de caudales públicos, delitos continuados de cohecho, prevaricación y falsedad documental por funcionario y en documento mercantil, así como fraude a la administración.
El Tribunal Supremo confirmó el día 29 de mayo de 2014 la condena de 16 años de cárcel por liderar una trama por la que fueron desviados más de cinco millones de euros públicos a través del Consorcio de Desarrollo Económico de las islas (CDEIB) Baleares. Es la pena más elevada impuesta a un político de Baleares y de las más altas en el conjunto de España.